# Песковатка-Казачья
Пескова́тка-Каза́чья — село Пригородного сельсовета Усманского района Липецкой области. Расположена вдоль южной границы с Усманью; фактически представляет с ней единый населённый пункт.
Возникла в начале XVII века. Первые жители — дети боярские и казаки. В документах 1629 года о ней упоминается: «Село Песковатое на реке на Усмони, а в селе церковь во имя архангела Михаила древена». Позже селение стало называться Пескова́ткой, а ещё позже — Песковаткой-Казачьей. Название — по песчаному грунту и по первоселенцам-казакам.
В 1893 году под Песковаткой жил революционер Н. Н. Исполатов, который в соседнем лесу собирал созданным им кружок прогрессивной интеллигенции.

## Население
| 2010 | 2011 |
| ---- | ---- |
| 147  | →147 |